# Kate Markowitz
Pour les articles homonymes, voir Markowitz.
Kate Markowitz (Los Angeles, 28 avril 1956, également connue sous le pseudonyme Kate Yanai) est une chanteuse américaine.

## Biographie
Elle est la fille de Richard Markowitz.
Elle a été choriste pour James Taylor, Willy DeVille, Shawn Colvin, Mylène Farmer, Don Henley, Billy Joel, k.d. lang, Lyle Lovett, Graham Nash, Randy Newman ou Warren Zevon.

## Discographie

### Albums solos
- 2003 : Map of the World

### Crédits (sélection)
- 1993 : Abraham Laboriel — Dear Friends
- 2001 : Anna Vissi — Everything I Am
- Arnold McCuller :
  - 1999 : You Can't Go Back
  - 2000 : Exception to the Rule
  - 2002 : Back To Front
- 2002 : Aselin Debison — Sweet Is the Melody
- 1994 : Bill Withers — Lean on Me: The Best of Bill Withers
- Billy Joel
- 1988 : Boz Scaggs — Other Roads
- 2003 : Carol Weisman — Language of Love
- 1991 : Cher — Love Hurts
- 1993 : Clifford Carter — Walkin' into the Sun
- 1984 : Connie Kaldor — Moonlight Grocery
- Dan Fogelberg
- Diana Ross :
  - Force Behind the Power — (1991)
  - Gift of Love — (2000)
  - Motown Anthology — (2001)
  - I Love You — (2006)
- Don Grusin:
  - Don Grusin — (1983)
  - No Borders — (1992)
  - Zephyr — (1991)
  - 10k-La — (1980)
  - Raven — (1990)
- Don Henley
- Dori Caymmi:
  - Brazilian Serenata — (1988)
  - Kicking Cans — (1993)
- Eddy Mitchell — Frenchy — (2003)
- Eric Burdon :
  - Comeback — (1982)
  - Eric Burdon Unreleased — (1982)
  - Wicked Man — (1988)
  - Crawling King Snake — (1994)
  - Misunderstood — (1995)
  - Soldier of Fortune — (1997)
  - Burdon Tracks — (1998)
- Ernie Watts — Sanctuary — (1986)
- James Taylor :
  - New Moon Shine — (1991)
  - (LIVE) — (1993)
  - (Best LIVE) — (1994)
  - Hourglass — (1997)
  - Greatest Hits Volume 2 — (2000)
  - October Road — (2002)
  - Covers — (2008)
- Johnny Mathis — Right from the Heart — (1985)
- Julia Fordham — Swept — (1991)
- Julie Brown — Trapped in the Body of a White Girl — (1987)
- k.d. lang — Live by Request — (2001)
- Kenny Loggins
- Lee Ritenour :
  - Color Rit — (1989)
  - World of Brazil — (2005)(background)
  - Wes Bound — (1992)
- Lyle Lovett — Road to Ensenada — (1996)
- Lynn Miles
- Mark Sholtez — The Distance Between Two Truths — (2010)
- Mylène Farmer — Anamorphosée — (1995)
- Neil Diamond :
  - In My Lifetime — (1996)
  - Lovescape — (1991)
  - Up on the Roof: Songs from the Brill Building — (1993)
  - "Christmas Album, Vol.2" — (1994)
- Oscar Castro-Neves :
  - Maracuja — (1989)
  - More than Yesterday — (1991)
  - Tropical Heart — (1993)
- Phyllis Hyman — I Refuse to Be Lonely — (1995)
- Randy Newman :
  - Faust — (1993)
  - Guilty: 30 Years of Randy Newman — (1998)
  - Bad Love — (1999)
  - Best of Randy Newman — (2001)
- Raul Malo — You're Only Lonely — (2006)
- Richard Elliot — Take to the Skies — (1991)
- Rubén Blades — Nothing But the Truth — (1988)
- Sarah Vaughan with Milton Nascimento — Brazilian Romance — (1987)
- Sergio Mendes with Joe Pizullo "Never Gonna Let You Go" (1983)
- Shawn Colvin :
  - A Few Small Repairs — (1996)
  - Whole New You — (2001)
- Sylvie Vartan — Toutes les femmes ont un secret — (1996)
- Tina Arena — Don't Ask — (1995)
- Valerie Carter — Way It Is — (1996)
- Walter Becker
- Warren Zevon
- Youssou N'Dour